# Oklahoma Land Run

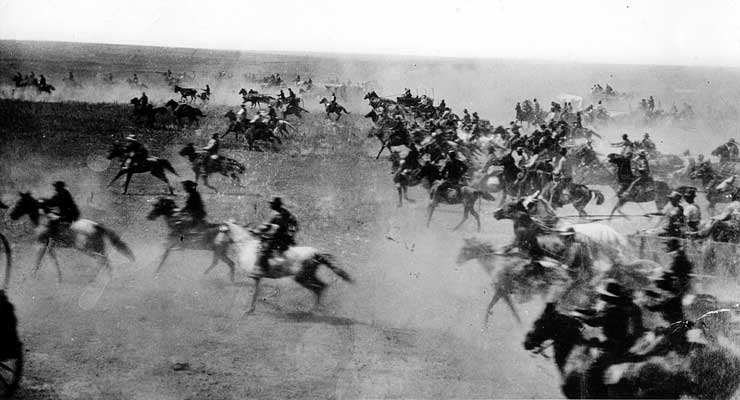
Oklahoma Land Run (zeitgenössische Fotografie, 1889)

Der Oklahoma Land Run, bisweilen auch als Oklahoma Land Rush bezeichnet (frei übersetzt aus dem Englischen Oklahoma-Land-Wettlauf oder auch Oklahoma-Land-Rennen) ist ein Sammelbegriff für mehrere Kampagnen Ende des 19. Jahrhunderts zur Besiedlung der Westhälfte des letzten Indianer-Territoriums (Indianerschutzgebiets) der USA im Gebiet des heutigen US-Bundesstaates Oklahoma durch angloamerikanische Siedler. Dies führte dazu, dass der Westen des Indianerterritoriums zum Oklahoma-Territorium wurde. Der erste und bekannteste dieser Land runs war der vom 22. April 1889.
Die Oklahoma Land Runs gelten als einer der historischen Eckpunkte, die symbolisch das Ende der US-amerikanischen Pionierzeit markieren, die in der heutigen Populärkultur oft als Wilder Westen bezeichnet wird, da durch sie das letzte nicht organisierte Gebiet besiedelt wurde und die Frontier verschwand.

## Historischer Kontext
Der größte Teil des übrig gebliebenen Indianerterritoriums in der Region von Oklahoma war bis dahin vorwiegend Stammesgebiet der Fünf zivilisierten Nationen, der Indianervölker der Cherokee, Chickasaw, Choctaw, Muskogee und Seminolen. Diese Stämme waren gemäß dem Indian Removal Act bis 1838/39 beim Pfad der Tränen (engl. Trail of tears) gewaltsam aus ihrer angestammten Heimat (von verschiedenen östlicher gelegenen US-Bundesstaaten) in das als unwirtlich geltende Oklahoma-Territorium zwangsumgesiedelt worden. Daneben wurden auch andere Gruppen aus dem Osten der USA angesiedelt. Nach dem Sezessionskrieg mussten die Indianer, die überwiegend auf Seiten der Südstaaten gekämpft hatten, ihre Verträge neu verhandeln, was in den meisten Fällen auf eine Verkleinerung ihres Gebiets hinauslief. Auch wurden einheimische Gruppen aus den Great Plains in ihnen zugeteilten Arealen angesiedelt.

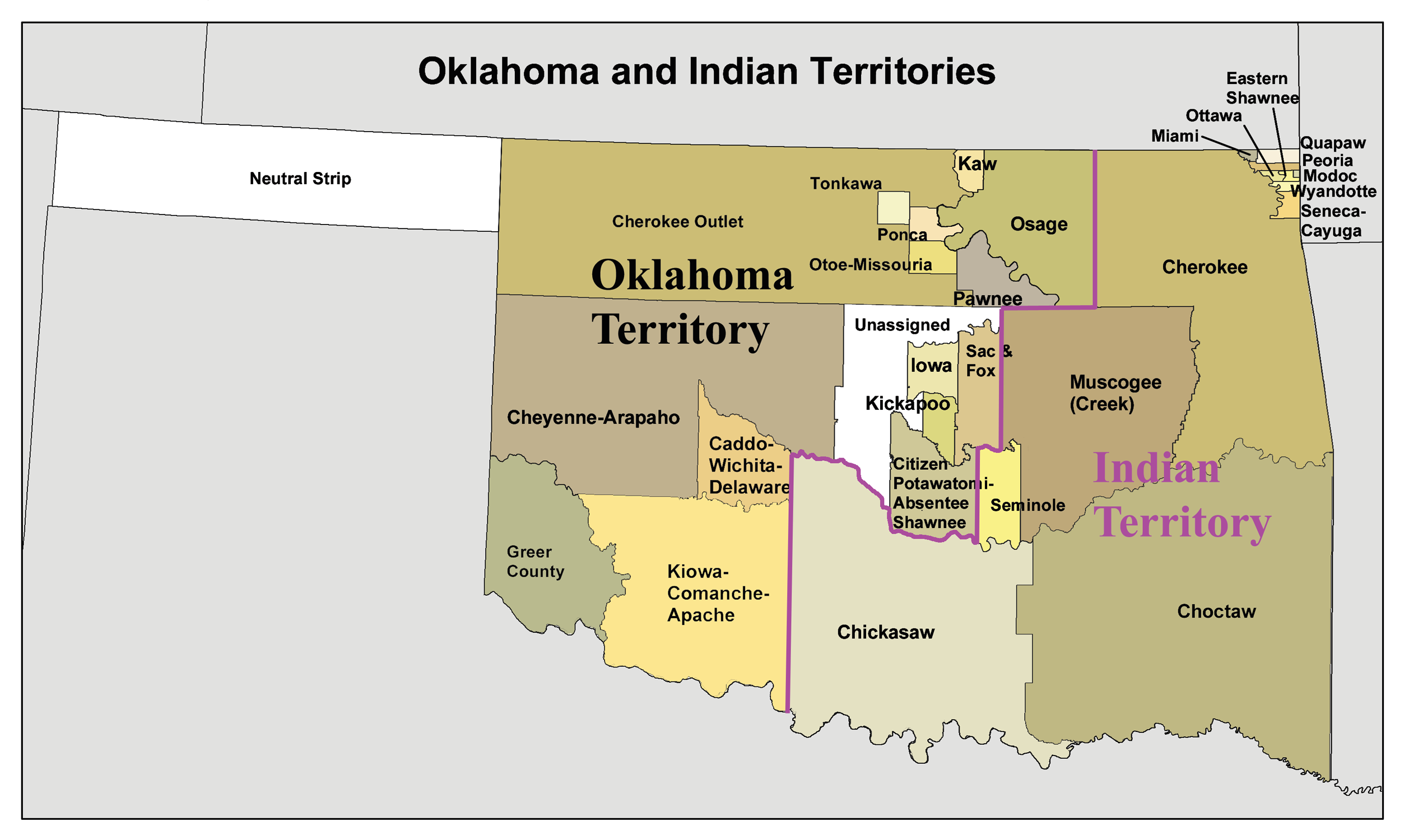
Die Indianergebiete im heutigen Oklahoma und die Formierung des Oklahoma-Territoriums nach dem Land Run

Der Druck, insbesondere auf die Unassigned Lands in der Mitte des Gebiets – ein Landstrich, der keinem bestimmten Indianervolk zugeordnet war – wuchs, es kam immer wieder zu illegalen Kolonisationsversuchen, die von der Kavallerie unterbunden werden mussten (die Boomer-Bewegung). 1885 ließen sich die Muscogee und Seminolen nach längeren Verhandlungen ihre restlichen Ansprüche auf dieses Gebiet finanziell ablösen, so dass es für die angloamerikanische Besiedlung freigegeben werden konnte.
Der erste Oklahoma Land Run war dementsprechend die Folge der Unterzeichnung einer Proklamation von US-Präsident Benjamin Harrison am 23. März 1889, der zufolge der Besiedlung eines Teils der Indianerterritorien für nicht-indigene Siedler stattgegeben wurde. Diese Erklärung trat einen Monat später, am 22. April in Kraft.
1890 wurde dann Oklahoma als US-Territorium organisiert, bevor es gemeinsam mit dem verbliebenen Indianerterritorium am 16. November 1907 als 46. Bundesstaat der Union der Vereinigten Staaten beitrat.

## Ablauf
Organisiert wurden die Land runs nach dem Homestead Act von 1862. Jeder Siedler hatte ein Anrecht auf ein Stück Land von 160 acres (ca. 0,65 km²), unter der Voraussetzung, dass es bewohnt und bewirtschaftet wurde. Die Land runs erfolgten nach dem Prinzip des Zuerstkommenden – es musste ein Stück Land abgesteckt werden, das dann registriert wurde, es gab mehrere provisorische Registrierungsstellen im Territorium, vor allem in den neu entstandenen Städten Guthrie und Kingfisher. Die Kavallerie half auch dabei, das Land zu vermessen und in Parzellen aufzuteilen, vor allem aber hatte sie die Aufgabe, die Sooners (früher kommende Kolonisten) zu vertreiben, was in der Praxis nur sehr unvollständig gelang.
Nachdem es bei jedem Land Run zu chaotischen Szenen gekommen war, insbesondere auch da die Nachfrage immer größer war als das Angebot, und die Kavallerie der zahllosen Streitigkeiten nicht ausreichend Herr werden konnte, wurde die Praxis nach 1895 eingestellt und man ging im nächsten Jahrzehnt bei den späteren Öffnungen der verbliebenen Reservate, zuletzt des Weidegebiets der „Big Pasture“ 1906 dazu über, die Parzellen per Los oder Auktion zu vergeben.

## Die Land Runs im Einzelnen
- Der erste und bekannteste war der Oklahoma Land Run vom 22. April 1889, mit der die Unassigned Lands besiedelt wurden.
- Der Land Run vom 22. September 1891 öffnete einige Landstriche unmittelbar östlich, die Gebiete der Iowa, Sac und Fox, Shawnee und Potawatomi.
- Der Land Run vom 19. April 1892[1] öffnete die Reservationen der Cheyenne und Arapaho im Westen bis zur texanischen Grenze.
- Der größte Land Run war der vom 16. September 1893, mit dem der sog. Cherokee Outlet geöffnet wurde. Es hatte ungefähr viermal soviele Teilnehmer wie der Land Run von 1889 und es wurde eine Fläche von 8.144.682,9 acres (ca. 33.000 km²) freigegeben.
- Beim letzten und kleinsten Land Run am 23. Mai 1895 wurde das Territorium der Kickapoo östlich von Oklahoma City freigegeben.

## Der Oklahoma Land Run in Film und Literatur
Vor allem die losbrechende Landjagd der Siedler an der Grenze nach dem Startschuss war eine Vorlage für actiongeladene Szenen:
- Pioniere des wilden Westens (Originaltitel: Cimarron); USA 1931, Regie: Wesley Ruggles, Hauptdarsteller: Richard Dix, Irene Dunne, nach einem Roman von Edna Ferber, romantischer Western, Geschichte des Oklahoma-Territoriums im Rahmen einer Romanze und Familiengeschichte aus der Sicht eines angloamerikanischen Abenteurers
- Oklahoma Kid (Originaltitel: The Oklahoma Kid); USA 1939, Regie: Lloyd Bacon, Hauptdarsteller: James Cagney, Humphrey Bogart, fiktive Geschichte um einen jungen Mann, der vor dem Hintergrund des Land Run seinen unschuldig gehängten Vater rächt.
- Cimarron (Originaltitel: Cimarron); USA 1960, Regie: Anthony Mann, Hauptdarsteller: Glenn Ford, Maria Schell, Remake der 1931er Fassung in Farbe und Cinemascope.
- In einem fernen Land (Originaltitel: Far and away); USA 1992, Regie: Ron Howard, Hauptdarsteller: Tom Cruise, Nicole Kidman (fiktive Geschichte zweier irischstämmiger Immigranten, die letztlich beim Oklahoma Land Run ihre neue Heimat finden).

Der belgische Comic-Zeichner Morris ließ in dem Band Auf nach Oklahoma seine legendäre Heldenfigur Lucky Luke als eine leitende Figur der Besiedlung Oklahomas und des Land Run auftreten.